# Sándwich de jamón

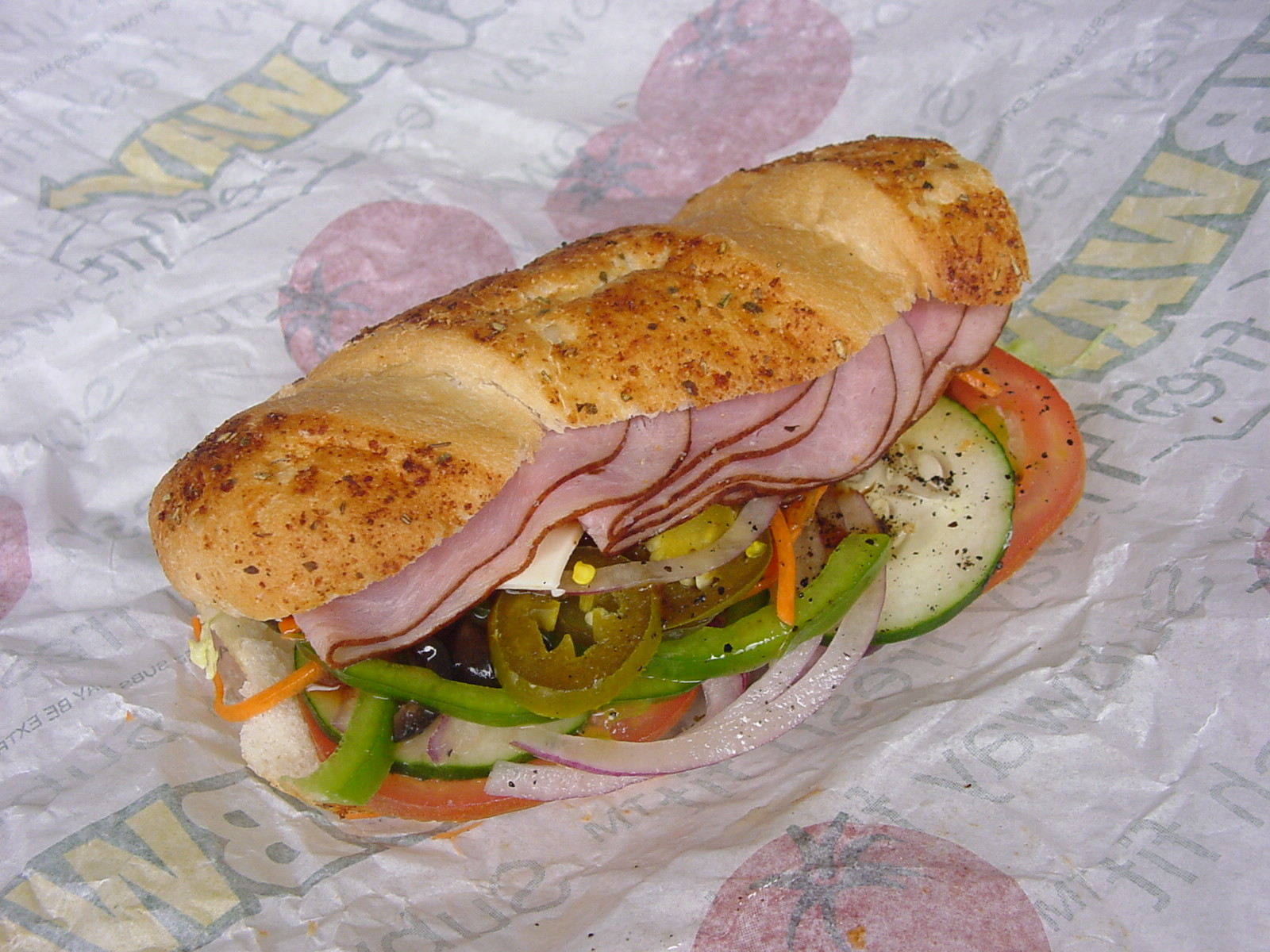
Una variedad de sándwich de jamón tipo "sub".

El sándwich de jamón o emparedado de jamón es un tipo de sándwich muy común. Se prepara colocando el jamón cortado entre dos rebanadas de pan. El pan ocasionalmente puede ser untado con mantequilla y tostado. Pueden incluirse verduras como lechuga, tomate, cebolla y pepinillos. También se usan en su preparación mostaza o mayonesa. En el sur de los Estados Unidos, el nombre es frecuentemente acortado de Ham sandwich a «hamwich».

## Historia
El primer registro escrito de la palabra sándwich es de un diario del 24 de noviembre de 1762, en un artículo del escritor e historiador inglés Edward Gibbons, en el que describió su sorpresa al ver a nobles personajes consumiendo este alimento. La historia cuenta que los cocineros del London’s Beef Steak Club realizaron el primer sándwich por indicación de John Montagu, IV conde de Sandwich, jugador empedernido, que no paraba de jugar ni siquiera para comer. Se dice que ordenó que le trajeran la carne en medio de dos pedazos de pan. Posteriormente, su biógrafo N. A. M. Rodger, desmintió esa versión y alegó que como el conde era una persona muy ocupada, solicitaba la carne preparada de esta forma para poder comer en su escritorio.
El sándwich de jamón fue llevado a Estados Unidos en 1840, por Elizabeth Leslie, una mujer inglesa, que publicó una receta en su libro Directions for Cookery. En 1987, en una investigación realizada por la National Livestock y la Meat Board, se concluyó que el sándwich de jamón era el favorito de los consumidores estadounidenses con un 68%.
La British Sandwich Association (Asociación Británica del Sándwich), dice que el sándwich de jamón, es el sándwich más vendido en el Reino Unido, y en una revisión que realizaron en 2001, el jamón resultó ser el segundo relleno favorito después del queso. De los 1,800 millones de sándwiches que se consumieron en Francia en 2008, el 70 % fueron de jamón, lo que incitó a una firma francesa de análisis económico para realizar un índice «jamón-mantequilla», como el Índice Big Mac, para comparar los precios a través del país.
El World Cancer Research Fund (Fondo Mundial para la Investigación del Cáncer) advirtió a los padres de familia en el 2009, del incremento en el riesgo de cáncer de intestino por la carne procesada, en niños que consumen grandes cantidades de sándwiches de jamón.

## Elaboración
En los países angloparlantes un sándwich se prepara con dos pedazos de cualquier tipo de pan, al igual que en la mayoría de los países de habla hispana; a excepción de España, donde el sándwich se realiza con pan de molde. La mayor parte de los sándwiches de jamón que se venden en el Reino Unido, se realizan usando jamón procedente del músculo de la pierna del cerdo y pan preparado usando el «Proceso de Pan Chorleywood».
Se prepara colocando rebanadas de jamón entre dos piezas de pan, al natural o tostado y previamente untado con mantequilla, mayonesa y/o mostaza. Como guarnición pueden incluirse verduras, tales como lechuga, tomate, cebolla y pepinillos.

## El sándwich de jamón en la cultura popular
La popularidad del sándwich de jamón ha originado que su nombre sea usado habitualmente de forma metafórica en algunas disciplinas, por ejemplo, un aforismo en derecho penal declara que «un buen fiscal puede conseguir que un jurado condene a un sándwich de jamón»; además existe un teorema matemático que se denomina teorema del sándwich de jamón (Ham Sandwich Theorem), que en términos generales manifiesta, que sin importar el orden en que se coloquen los ingredientes, siempre habrá un corte que divida el sándwich en dos partes iguales.